# Đại thủ ấn
Đại thủ ấn (zh. 大手印, sa. mahāmudrā, bo. chag-je chen-po ཕྱག་རྒྱ་ཆེན་པོ་) là một trong những giáo pháp tối thượng của Kim cương thừa (sa. vajrayāna), được truyền dạy trong tông phái Ca-nhĩ-cư (bo. kagyupa བཀའ་བརྒྱུད་པ་). của Tây Tạng. Trong tiếng Tây Tạng, Đại thủ ấn được hiểu là tâm ấn của sự chứng ngộ được tính Không (sa. śūnyatā), của việc giải thoát khỏi Luân hồi (sa. saṃsāra) và sự thông hiểu rằng, hai mặt đó không hề rời nhau.
Giáo pháp này xem Bản Sơ Phật Phổ Hiền (sa. samantabhadra)—hiện thân của Pháp thân (sa. dharmakāya, xem Tam thân)—là người đã truyền Đại thủ ấn cho vị Đại thành tựu (sa. mahāsiddha) Đế-la-ba (sa. tilopa). Đế-la-ba tiếp tục truyền cho Na-lạc-ba. Mã-nhĩ-ba (bo. marpa) được chân truyền giáo pháp này và mang về Tây Tạng chỉ dạy cho Mật-lặc Nhật-ba (bo. milarepa མི་ལ་རས་པ་). Phép tu Đại thủ ấn bắt đầu bằng tu Chỉ (sa. śamatha) và lấy đó làm căn bản để biến chuyển mọi kinh nghiệm thành sự trực ngộ tính Không. Có người xem Đại thủ ấn như "Thiền" Tây Tạng. Ngoài phép tu thông thường, người ta còn lưu truyền phép tu "đặc biệt" của Na-lạc-ba với tên Na-lạc lục pháp (Sáu giáo pháp của Na-lạc-ba, bo. nāro chödrug ནཱ་རོ་ཆོས་དྲུག་).
Truyền thống Tây Tạng xem xét phép Đại thủ ấn dưới ba khía cạnh: kiến (sa. darśana), tu (sa. bhāvanā) và hành (sa. caryā).
1. Kiến được định nghĩa là tri kiến nhận ra rằng thể tính đích thật của tâm là sự thống nhất giữa tính Không và Tịnh quang, là ánh sáng rực rỡ thanh tịnh. Mỗi hiện tượng đều mang dấu ấn đặc biệt này.
2. Mục đích quan trọng nhất của tu tập thiền định là trực nhận thể tính của tâm thức, một sự trực nhận rất tự nhiên không cần sự cố gắng nào. Có hai cách để chuẩn bị phép thiền đó: a) bốn phép tu quán chiếu sự quý báu khi có được thân người, luật vô thường, Nghiệp báo và tính bất toàn của luân hồi; b) bốn phép tu đặc biệt gồm những Thành tựu pháp (sa. sādhana) với những phương pháp thanh lọc Thân, khẩu, ý.
3. Hành là hành động, ứng dụng sau khi đã kinh nghiệm trực tiếp Đại thủ ấn, dẫn đến một tâm thức tự tại, siêu việt các quy ước thông thường, dẫn đến các tác phong kì lạ của các bậc "Cuồng thánh."

Cát-mã-ba Nhưỡng-huýnh Đa-kiệt (zh. 攘迥多杰, bo. rangjung dorje རང་བྱུང་རྡོ་རྗེ་, 1284-1339) viết như sau về Đại thủ ấn: 
| “ | Điều gì phải thanh lọc: là tâm, tự tâm là tính Không, là Ánh sáng; Ai thanh lọc: đó là phép tu kim cương của Đại thủ ấn; Cái gì được lọc bỏ: Vô minh hiện tiền đang lừa dối con người. Mong thay quả vị thanh tịnh, Pháp thân diệu dụng sẽ được thực hiện! Đó là kiến giải đối trị vô minh, là phép tu đích thật, đó là sự dẫn đến hành động vô thượng. Mong thay tín tâm nơi ba điều đó luôn luôn hiện diện. | ” |